# Bicol Region

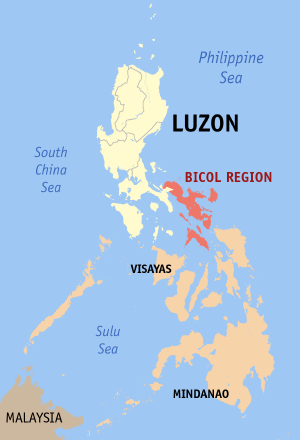
Położenie Regionu Bicol

Bicol Region – jeden z 17 regionów Filipin, położony nad Morzem Filipińskim na południowo-wschodnim krańcu wyspy Luzon oraz kilku okolicznych wyspach. W skład regionu wchodzi 6 prowincji:
- Albay
- Camarines Norte
- Camarines Sur
- Catanduanes
- Masbate
- Sorsogon

Ośrodkiem administracyjnym jest miasto Legazpi w prowincji Albay.
Powierzchnia regionu wynosi 17 632 km². W 2010 roku jego populacja liczyła 5 420 411 mieszkańców.